# آلبرت برگر
آلبرت برگر (انگلیسی: Albert Berger) تهیه‌کننده فیلم اهل ایالات متحده آمریکا است.
او دانش‌آموختهٔ «دانشگاه تافتس» و «دانشگاه هنر کلمبیا» است.
از فیلم‌ها یا مجموعه‌های تلویزیونی که وی در آن‌ها نقش داشته است، می‌توان به نبراسکا، کوهستان سرد، انتخابات، بچه‌های کوچک، میس سان‌شاین کوچولو و بازماندگان اشاره نمود.